# Malco (nome)
Malco  è un nome proprio di persona italiano maschile.

## Varianti
- Femminili: Malca[2]

### Varianti in altre lingue
- Bulgaro: Малх (Malch)
- Catalano: Malc
- Greco antico: Μάλχος (Malchos)
- Latino: Malchus[1]
- Portoghese: Malco
- Russo: Малх (Malch)
- Spagnolo: Malco
- Ucraino: Малх (Malch)

## Origine e diffusione

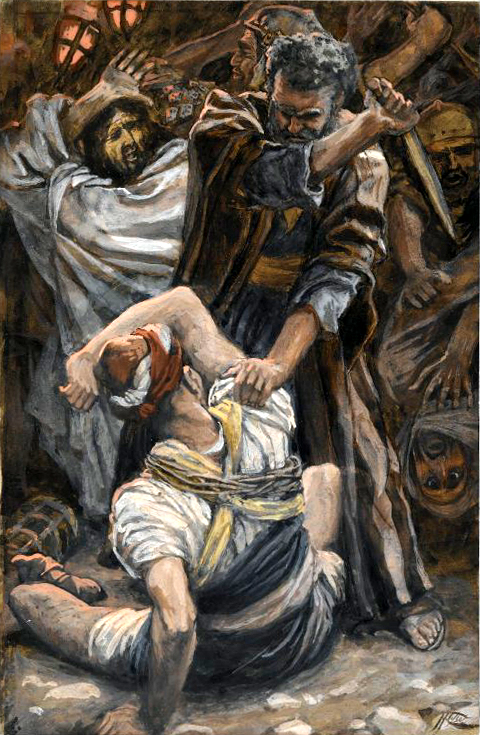
L'orecchio di Malco, di James Tissot

Nome di scarsissima diffusione, di origine biblica: nel Vangelo di Giovanni (18:10), infatti, Malco è il nome attribuito al servo del sommo sacerdote Caifa al quale Pietro taglia l'orecchio con la spada (in tutti gli altri Vangeli il personaggio rimane anonimo; il Vangelo di Luca, 22:50-51, aggiunge che la ferita gli venne guarita da Gesù stesso).
Etimologicamente, il nome si basa sulla radice semitica melek o melekh, che vuol dire "re" o "consigliere"; dalla stessa radice derivano i nomi Melchiorre e Melchisedech, e da una radice imparentata araba viene il nome Malik. In rari casi, può costituire un tentativo di adattamento del nome inglese Malcolm.

## Onomastico
L'onomastico si può festeggiare in memoria di più santi, alle date seguenti:
- 28 marzo, san Malco, eremita e martire presso Cesarea marittima con i santi Prisco e Alessandro[8][9]
- 10 aprile, san Malco, monaco benedettino a Winchester e poi vescovo di Waterford[10]
- 27 luglio, san Malco, uno dei santi sette dormienti di Efeso[11]
- 21 ottobre, san Malco, monaco a Maronia, presso Antiochia di Siria[12][13]

## Persone
- Malco, re di Cartagine
- Malco II, re dei Nabatei
- Malco di Filadelfia, storico bizantino